# Споменица балканског савеза 1912. (Србија)
Споменица балканског савеза 1912. била је спомен-медаља Краљевине Србије.

## Историјат
Од године 1910. "трошна зграда Турске Царевине почиње пуцати и попуштати на све стране". Годину дана послије пуча нови младотурски режим показао је своје наличје. Умјесто прокламираног уставног и демократског устројства почео је спроводити насилну отоманизацију. Отпор хришћанских и нетурских поданика проширио се по цијелом Турском Царству: на Криту, у Јемену, Албанији и Македонији. Италијанска инвазија на Триполис и Киренаику, извршена ненадано у септембру 1911., показала је да су Турском Царству одбројени дани и мобилисала је све балканске државе. Да би биле дјелотворне против Турске, балканске су се државе морале удружити у савез. Такав савез имао је кључну препреку: македонско питање, око којег су се спориле Србија. Бугарска и Грчка. На брзину је одлучено да Србија након рата добије зону сјеверно и западно од Шар-планине. Бугарска зону источно од Родопа и ријеке Струме, а преостали централни дио Македоније био би или аутономан или би се накнадно подијелио. Споразум је имао недостатака који су се ускоро показали и проузрочили нови рат. До јесени 1912. године све балканске државе, Грчка, Бугарска, Србија и Црна Гора, тајно су потписале међусобне војне савезе против Турске. Укупна снага балк анских држава износила је 578.000 војника и била је надмоћна турским снагама.

## Изглед
Побједе Србије у Првом и Другом балканском рату биле су добар разлог за оснивање нових медаља и споменица. У поводу потписивања споразума о савезу између Црне Горе и Србије у Луцерну 27. септембра 1912. године, исковане су у Прагу двије споменице од позлаћене бронзе. Једна је предвиђена за Србију, а друга за Црну Гору. Лица тих двију медаља су различита; свако носи лик владара са одговарајућим натписом, док су наличја једнака. Аутор медаља био је Ј. В. Пихл, власник ковнице у Прагу. На лицу медаље намијењене Србији приказано је en face попрсје краља Петра I у униформи, украшеној одликовањима. У горњој половици медаље је натпис: ПЕТАР I КРАЉ СРБИЈЕ. До краљеве десне еполете је сигнатура медаљера: ПИХЛЬ. На наличју је патријаршки(лоренски) крст, окружен двема ловоровим гранчицама и трњем те геслом: IN HOC SIGNO VINCES ("У овом ћеш знаку побиједити"). Медаља је пречника 35 мм, а носила се на дугуљастој тробојној (црвено-плаво-бијелој) траци. Сличне медаље дале су исковати остале чланице Балканског савеза: Црна Гора. Бугарска и Грчка. На лицима тих медаља појављују се портрети црногорског краља Николе I, бугарског краљаФердинанда I и грчког краља Ђорђа I, док су наличја медаља идентична.